# Горелов, Михаил Анисимович
Горелов Михаи́л Ани́симович (род. 10 марта 1937, село Вишнёвая Поляна) — советский и российский легкоатлет, тренер по лёгкой атлетике, специализировался в беге на длинные дистанции, двукратный чемпион СССР (1965, 1967), четырёхкратный чемпион РСФСР (1964, 1965, 1966, 1968), победитель Спартакиады народов СССР (1967), победитель Кошицкого марафона мира (1970), первый в Ульяновской области мастер спорта международного класса (1965), Заслуженный работник физической культуры Российской Федерации.

## Биография
Родился 10 марта 1937 года в селе Вишнёвая Поляна Татарской АССР. Начальное образование получил в Егоркинской средней школе, куда добирался пешком из своего села Вишнёвая поляна. В 1955 году прошёл фабричное заводское обучение в Комсомольске-на-Амуре, в этом же году был принят на стройтрест № 6 плотником 5 разряда, затем переведён на должность столяр, и в 1957 году принят на должность методиста по физической культуре.
20 ноября 1957 года был призван в ряды вооружённых сил СССР в Хабаровске, на Михаила пришла разнарядка из спортивного клуба армии. 10 ноября 1960 года уволен в запас в звании младший сержант.
В 1961 году переехал в Ульяновск, вступил в спортивное общество «Динамо». Тренировался Михаил у знаменитого тренера Агрызкина Александра Фёдоровича по переписке, а на «контрольные» тренировки Михаил ездил к Александру в Рязань.
В 1965 году Михаил побеждает на чемпионате СССР в марафонском беге с результатом 2:27.45,6. В 1967 году также взял золото на марафонской дистанции, а в 1970 году стал победителем Кошицкого марафона с результатом 2:16.27.